# Acadia (Micmac)
Acadia (Acadia First Nation, domorodački naziv Malikiaq), jedna od 'prvih nacija' Micmac Indijanaca iz Nove Škotske, Kanada. 
Danas imaju nekoliko manjih rezervi: Gold River 21 (utemeljen 8 svibnja 1820, Wildcat 12 (8 lipnja 1820), Ponhook Lake 10 (8 lipnja 1843), Medway River 11 (najmanji i najslabije naseljen; 8 svibnja 1865) i Yarmouth 33 (danas najnaseljeniji; 8 lipnja 1887).
Danas su dio plemenske organizacije Union of Nova Scotia Indians u kojoj su još i Chapel Island, Eskasoni, Membertou, Shubenacadie, Wagmatcook i Waycobah Mikmaqs.